# 로봇랜드로
로봇랜드로는 인천광역시 서구 정서진(검단5동 소재)에서부터 청라국제도시를 거쳐 신현원창동까지 이어지는 도로이다. 도로명은 2017년 9월에 완공된 인천광역시 서구 원창동에 위치한 인천 로봇랜드에서 유래되었다.

## 특징
인천광역시의 맨 서쪽에 위치해 있는 도로이기 때문에, 서쪽을 향해 바라보면 영종대교 및 황해가 보인다. 봉오대로와 연결이 되어 있지만 현재 운행이 제한되었고, 정작 5.4km의 긴도로이지만 이 도로를 교차하는 도로는 여기서 교차되지 않고 첨단동로 및 에코로에서 종결된다. 하지만 정서진과 연결되어 손쉽게 갈 수 있고, 북인천 나들목으로 인천국제공항고속도로와 연결된다. 그리고 청라국제도시, 청라호수공원과 가까운 도로이지만 정작 차는 거의 다니지 않는다.

## 구간
총 거리는 5.4km이지만, 사거리나 교차로 등은 많지 않다. (특징항목 참조)
- 로봇랜드로입구 (중봉대로405번길, 기점)
- 중봉대로405번길삼거리 (중봉대로405번길)
- 파랑로입구 (파랑로)
- 서해교차로 (봉오대로)
- 청중로입구 (청중로)
- 문정1교 (심곡천, 황해)
- 장도로제1입구 (장도로, 로봇랜드로268번길)
- 공촌4교 (공촌천, 황해)
- 에코로입구 (에코로)
- 장도로제2입구 (장도로)
- 정서진삼거리 (경명대로, 정서진남로로 직결)